# Vies gâchées

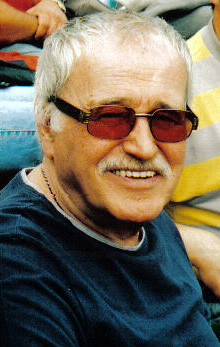
Jan Nowicki, qui joue le rôle de Árpad Szél, l'ingénieur, dans le film Vies gâchées.

Vies gâchées (titre original : Kettévált mennyezet) est un film hongrois, réalisé en 1981 par Pál Gábor.

## Synopsis
- Hongrie, 1953. Nous sommes dans la période qui suit la mort de Staline. Julia Jakab, fileuse de son métier, se rend au domicile des Szél afin d'y faire de la propagande. Le chef de famille, Árpad Szél travaille en province et elle ne trouve à la maison que ses enfants, deux filles caractérielles et un garçon, au comportement étrange. Julia décide soudainement de s'installer chez eux, et malgré l'hostilité des enfants, elle essaye de créer un climat familial dans cette maison privée de mère. L'ingénieur rentre quelquefois chez lui. Des sentiments réciproques naissent entre Julia et l'ingénieur, bientôt contrariées par sa nomination à Budapest et une nouvelle liaison avec une de ses collègues de travail. Julia s'installe alors chez une femme qui habite dans un logement avoisinant. Mis à l'index par les autorités, l'ingénieur est emprisonné et abandonné par sa maîtresse. C'est de nouveau Julia qui s'occupe de ses enfants, alors qu'elle souffre de problèmes cardiaques. Libéré, Árpad Szél ne trouve à la maison que son petit garçon. Il est désormais trop tard pour sauver Julia, mourante...

## Fiche technique
- Titre original : Kettévált mennyezet
- Titre français : Vies gâchées
- Réalisation : Pál Gábor
- Scénario : Endre Vészi
- Photographie : Miklós Jancsó jr. / 35 mm - Eastmancolor
- Musique : György Selmeczi
- Production : Mafilm - Studio Budapest
- Durée : 102 min
- Année de réalisation : 1981
- Pays d'origine :  Hongrie
- Genre : Film dramatique

## Distribution artistique
- Juli Básti : Julia Jakob
- Jan Nowicki : Árpad Szél, l'ingénieur
- Edit Ábrahám, Emese Simorjay : ses filles
- Péter Ábel jr. : son fils
- Éva Almási : Erzsébet Csergezán, ingénieur
- Éva Szabó : Mme Péntek